# Neritimorfs
Els neritimorfs (Neritimorpha) són una subclasse de mol·luscs gastròpodes.

## Taxonomia
La subclasse Neritimorpha inclou 238 espècies actuals en un ordre i tres superfamílies, més un ordre extint:
- Ordre Cyrtoneritimorpha †
  - Família Orthonychiidae Bandel & Frýda, 1999 †
  - Família Vltaviellidae Bandel & Frýda, 1999 †

- Ordre Cycloneritida
  - Superfamília Helicinoidea Férussac, 1822
  - Superfamília Neritoidea Rafinesque, 1815
  - Superfamília Neritopsoidea Gray, 1847